# Torsås socken
För andra betydelser se Torsås socken (olika betydelser).
Torsås socken i Småland ingick i Södra Möre härad, ingår sedan 1971 i Torsås kommun och motsvarar från 2016 Torsås distrikt i Kalmar län.
Socknens areal är 229,3 kvadratkilometer, varav land 228,4. År 2000 fanns här 3 552 invånare. Tätorten Torsås med sockenkyrkan Torsås kyrka ligger i socknen. 

## Administrativ historik

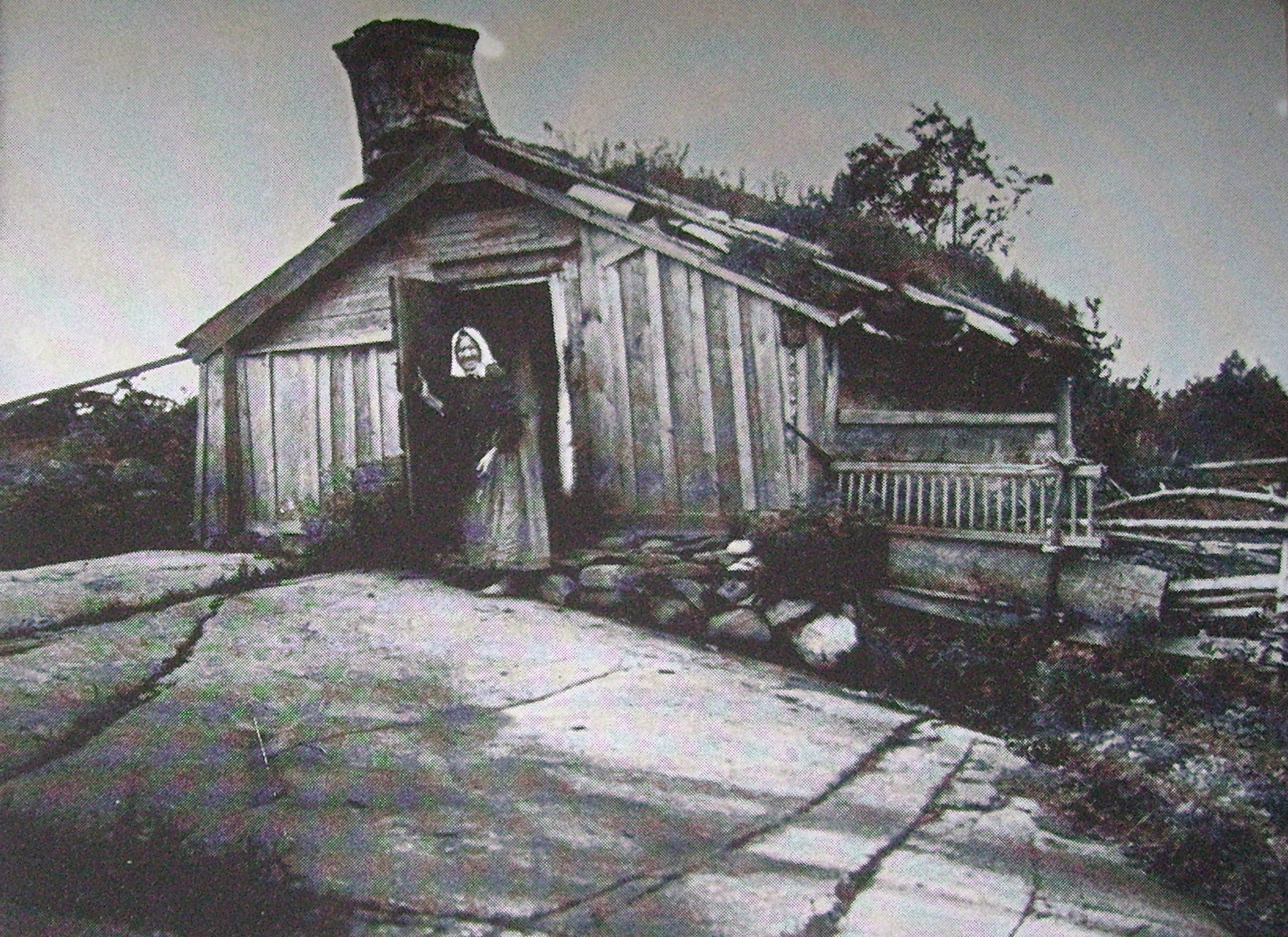
Backstuga i Torsås socken 1904.

Socknen har medeltida ursprung med en stenkyrka uppförd på 1200-talet. I skriftliga källor nämns 'Thorsas' socken första gången 1290.
Vid kommunreformen 1862 övergick socknens ansvar för de kyrkliga frågorna till Torsås församling och för de borgerliga frågorna till Torsås landskommun. Gullabo socken bröts 1871 ut ur Torsås socken. Gullabo landskommun, återgick sedan 1952; Torsås landskommun uppgick 1971 i Torsås kommun.
1 januari 2016 inrättades distriktet Torsås, med samma omfattning som församlingen hade 1999/2000.
Under 1500-talet indelades Torsås socken i 3 fjärdingar.
- Siggesbo fjärding med byarna Appleryd, Bransboda, Brinkaström, Dräglabo, Emnabo, Farslycke, Gettnabo, Gåsabo, Holma Juanslycke, Mulatorp, Siggesbo, Sloalycke, Vetlycke och Väghyltan.
- Karsbo fjärding med byarna Brändabo, Bränderås, Bällstorp, Davidsmåla, Fagerhyltan, Fröbbestorp, Hallagärde, Hallasjö, Hulekvill, Stora Hyltan, Karsbo, Kulebo, Labbekulle, Oxlehall, Skärgöl, Slätafly, Stenbäck, Tjärekulla, Trankvill, Trullefjäll och Ugglemad.
- Tuthults fjärding med byarna Bastubo, Binnaretorp, Bodhyltan, Degerhyltan, Fagereke, Glosebo, Gullaboås, Häggemåla, Hästmahult, Juansbo, Karsjö, Kroksmåla, Kyrkebo, Lindö, Lybäcksholm, Lönbomåla, Magdegårde, Petamåla, Råbäcksmåla, Skruvemåla, Skörebo, Skörebomåla, Swinehwltt, Tindemola, Torhult, Tranamola, Troxhult, Tuthult, Tånghult och Törnemåla.[3]

Socknen har tillhört samma fögderier och domsagor som Södra Möre härad.
Socken indelades fram till 1901 i (med de i Gullabo socken) 126 båtsmanshåll, vars båtsmän tillhörde Södra Möres 3:e båtsmanskompani.

## Geografi
Torsås socken ligger vid gränsen till Blekinge i Södra Möres inland. Den består av skogsbygd i väster och odlad slättbygd i öster.

## Fornminnen
Några få stenåldersboplaster och järnåldersgravar är kända.

## Namnet
Namnet (1290 Thorsos) består av förledet Tor och efterledet ås.